# 大公の聖母

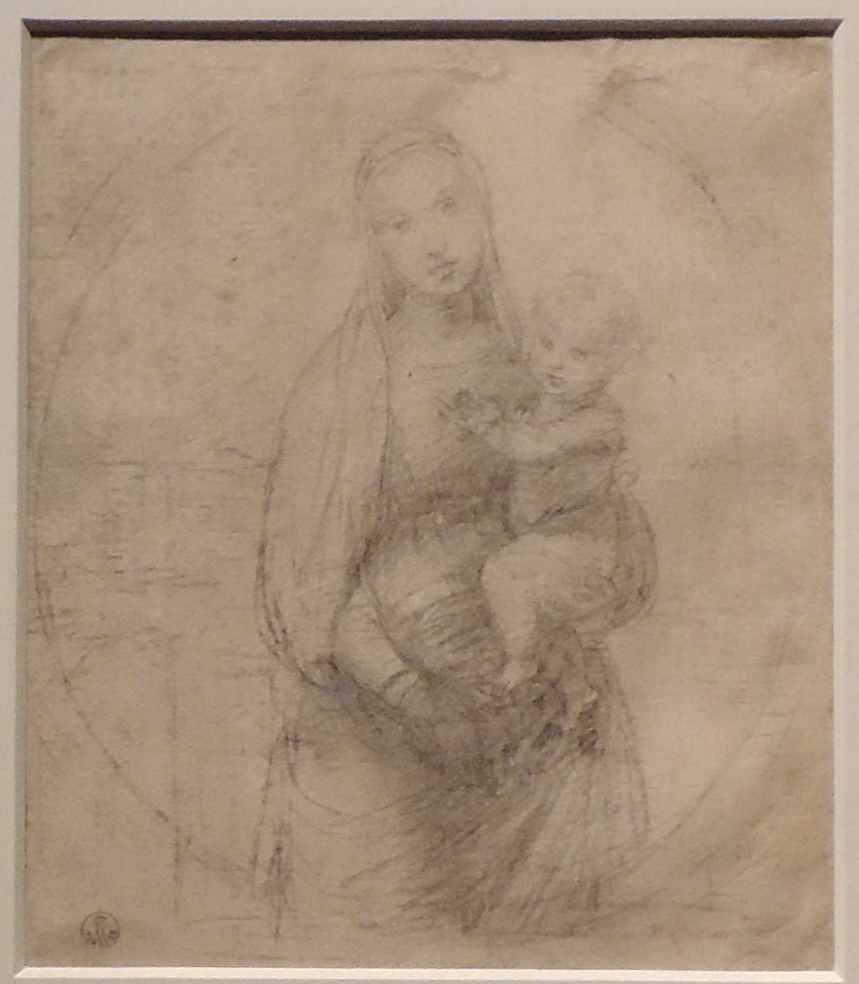
ウフィツィ美術館に所蔵されている『大公の聖母』の習作素描。

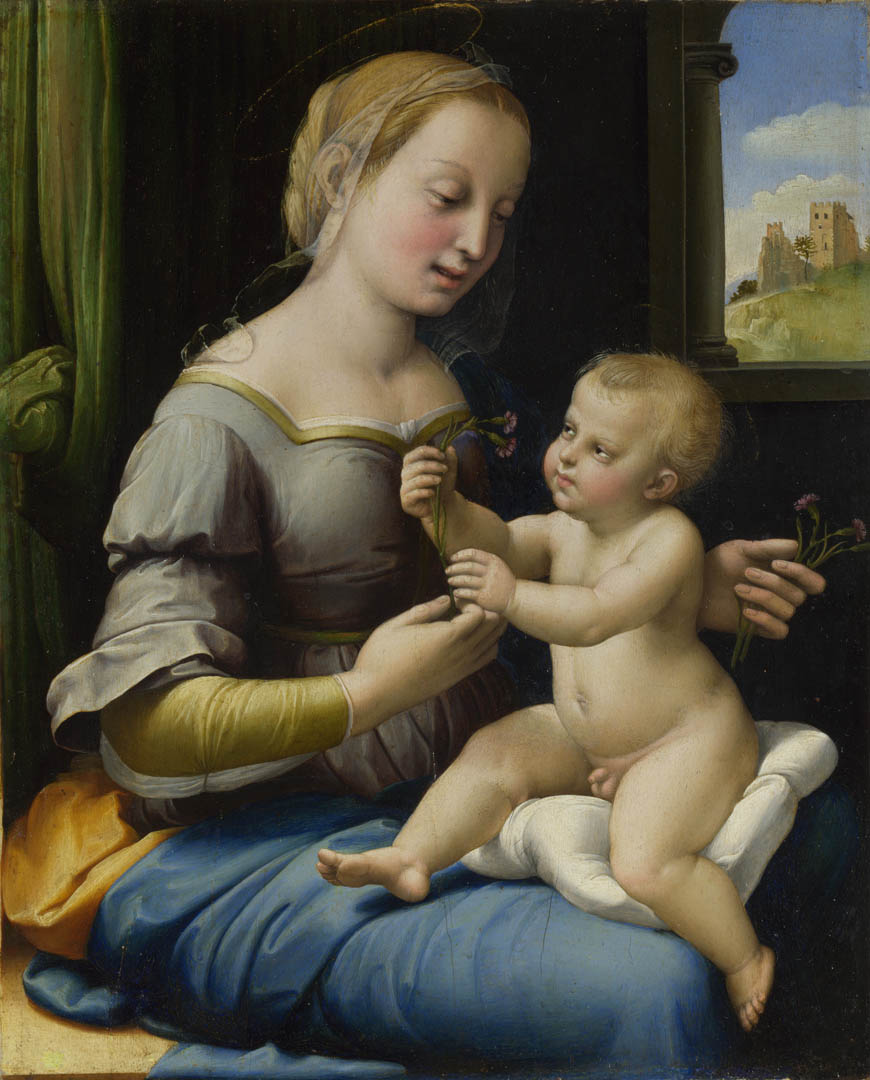
本作品同様にレオナルド・ダ・ヴィンチの影響が見られる『カーネーションの聖母』。ロンドン、ナショナル・ギャラリー所蔵。

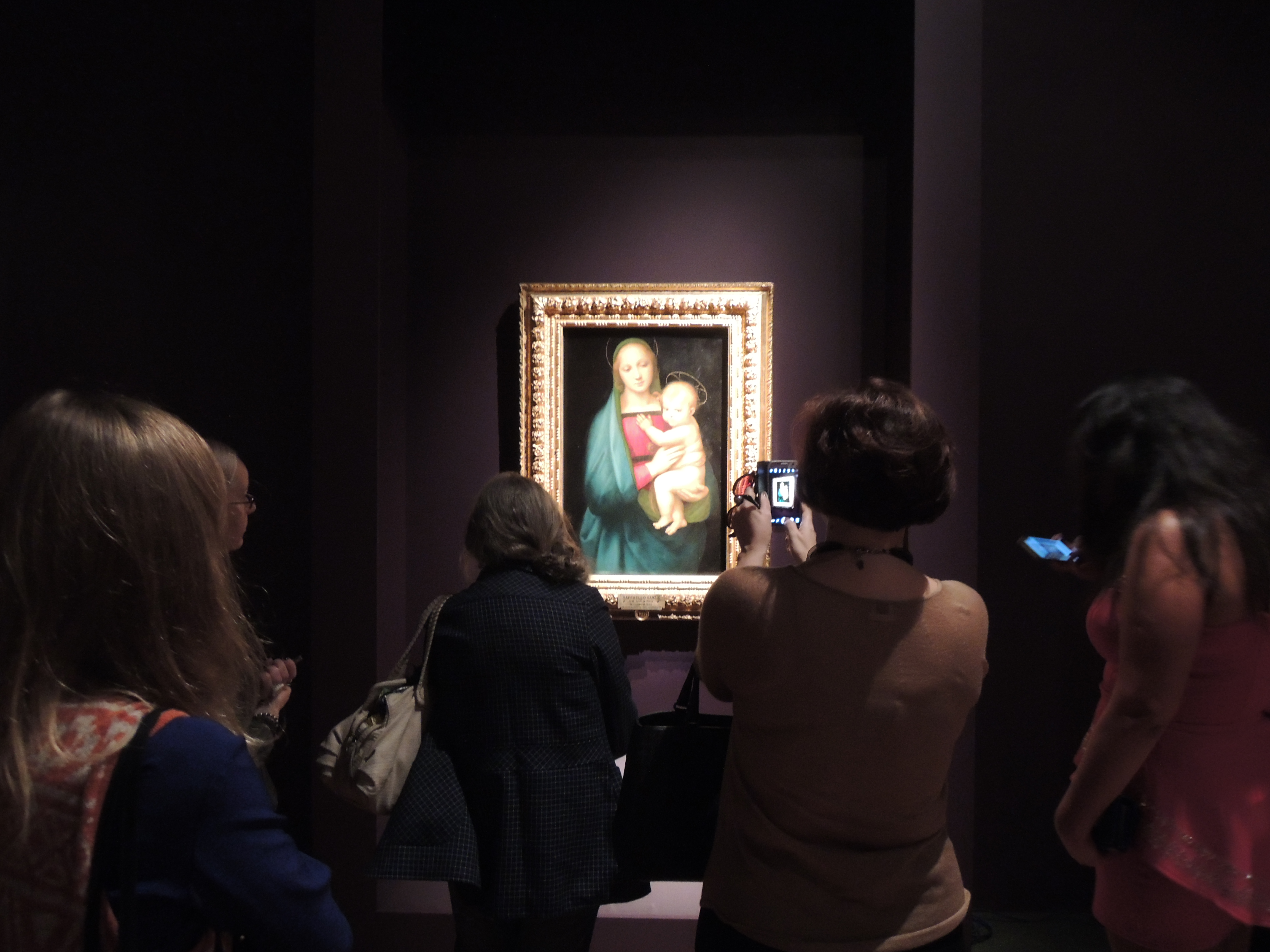
2016年のプーシキン美術館でのラファエロ展で展示された『大公の聖母』。

『大公の聖母』（伊: Madonna del Granduca）は、イタリア、盛期ルネサンスの巨匠ラファエロ・サンツィオが1505年から1506年に制作した絵画である。油彩。本作品の名は所有者であるトスカーナ大公フェルディナンド3世が特に愛した絵画であったことに由来し、ラファエロの描いた聖母像の中でも特に有名な作品の1つである。一見すると、暗闇の中に浮かび上がるかのように描かれた聖母マリアと幼いイエス・キリストが印象的な作品だが、黒い背景は後世の加筆によるものであることが判明している。加筆は2層にわたっており、これを除去してかつての姿を修復することは不可能とされている。現在はフィレンツェ、ピッティ宮殿のパラティーナ美術館に所蔵されている。またウフィツィ美術館には本作品の習作素描が所蔵されている。

## 作品
ラファエロが描いているのは、赤と青の衣装を身にまとった聖母マリアが幼いキリストを抱きかかえるという、典型的な聖母子像である。本作品を制作したのは、若きラファエロがレオナルド・ダ・ヴィンチやミケランジェロ・ブオナローティの評判を聞きつけてフィレンツェにやって来たばかりの時期に相当し、様式は師であるペルジーノに依拠しているが、ダ・ヴィンチの強い影響をスフマートによって確認することができる。ラファエロはこの技法によって絵画に優雅なバランスと調和を与えている。

## 来歴
ラファエロが本作品を制作した経緯については明らかではない。本作品に関する最古の記録は、約300年後の1799年12月23日に、ウフィツィ美術館の監督官トンマーゾ・プッチーニがウィーンに亡命中のフェルディナンド3世に宛てたメモである。当時のトスカーナはナポレオンの侵攻に際してフランス軍の略奪にさらされており、プッチーニはその危険から美術品を守らなければならなかった。そんなとき、トスカーナの貧しい未亡人の家から、保存状態の良いラファエロの聖母子を描いた絵画が発見され、ある画商に売りに出されたという情報が入ったのである。メモはそのことを大公に知らせるためのものであり、知らせを受けた大公はプッチーニに絵画を購入するよう指示した。こうして世に出たのが本作品『大公の聖母』である。大公は絵画を非常に気に入って大切に扱い、1800年に他のコレクションとともにパレルモに移した後は、亡命先であるヴュルツブルクまで絵画を運んだ。そして1814年のウィーン議定書によってトスカーナ大公に復位すると、翌年絵画をフィレンツェに持ち帰った。しかし大公は生涯にわたって絵画を自身の寝室に飾ったため、パラティーナ美術館の展示からは除外され、大公がフィレンツェを留守にする夏の間だけ特別に公開された。本作品がパラティーナ美術館で広く展示されるようになったのは大公の死去から4年が経った1828年であり、絵画はすぐにラファエロの最も人気のある聖母画の1つとなった。その人気は模写や版画の多さによって証明されている。

## 作品の真筆性
絵画の真筆性については、発見された当初からラファエロの作品であることは疑われていないが、黒地の背景部分はラファエロの他の聖母子を描いた絵画には見ることのできない極めて異例な表現であるため、背景部分がラファエロの真筆であるかどうか論争が続けられた。真筆を疑う少数の研究者は背景の下にラファエロが描いた本来の背景が隠されていると考えた。その一方で真筆と考える研究者は、幼いキリストの髪や光輪など、部分的に黒地の背景の上に塗られた箇所があることを真筆の重要な根拠とした。

### 科学的調査
1984年、ピッティ宮殿で催されたラファエロ展に際して行われた科学的調査は、『大公の聖母』についていくつかの重要な事実を明らかにした。1つは赤外線リフレクトグラフィーによる調査で、ラファエロが本作品を描くにあたってスポルヴェロ技法を使用していることが判明した。これは下絵を転写する際に用いる技法で、具体的にはカートゥーン（原寸大下絵）の線に沿って小さな穴をあけていき、そこから顔料を付着させることで転写するというもので、ラファエロの他の作品においても確認されている。もう一つはX線撮影による調査で、その結果、黒地の背景の下に室内空間の風景が隠されていることが判明し、これによって黒地の下にラファエロの真筆による風景が隠れているとする説が証明された形となった。しかしこの発見に対して、ラファエロが構想を変更し、黒い背景で描き直したとする説も唱えられたが、現在では黒地の背景部分をラファエロの加筆に帰す見解は否定されている。というのは、最下層の背景部分に剥離した個所があり、そこにも黒色顔料が塗りこまれていることが分かったからである。この事実は背景の加筆が、少なくとも、もともとの絵画の顔料が剥離するほどに時間が経過した後になされたものであることを示している。また黒地の上に塗られた部分については、拡大撮影した結果、ラファエロのものとは異なる闊達なタッチが確認されたほか、蛍光X線分析によって当該箇所の顔料の成分がラファエロの真筆部分と異なっていることも判明した。
以上の調査から、おそらく17世紀から18世紀の間に、背景部分の保存状態の悪さを覆い隠すために黒色顔料で背景が塗り直されたが、その際に部分的に聖母マリアとキリストの輪郭部分が隠れてしまったため、黒地の上に加筆がなされたと考えられている。